# George S. Boutwell
George S. Boutwell (Brookline, 1818. január 28. – Groton, 1905. február 27.) az Amerikai Egyesült Államok szenátora (Massachusetts, 1873–1877).

## Élete
1872-ben a (republikánus) képviselőház kilenc politikus nevét nyújtotta be vizsgálatra a (republikánus) szenátusnak a Crédit Mobilier-botrány miatt, a listán George S. Boutwell is szerepelt.